# داريوس ماديسون
داريوس ماديسون (بالإنجليزية: Darius Madison)‏ (31 مايو 1994 بفيلادلفيا في الولايات المتحدة - ) هو لاعب كرة قدم أمريكي في مركز الهجوم. لعب مع ريدينغ يونايتد إيسي.

## وصلات خارجية
- داريوس ماديسون على موقع قاعدة بيانات كرة القدم.إي يو (الإنجليزية)